# معركة حماة (1178)
معركة حماة حدثت في أغسطس 1178، عندما أغارت قوة صليبية على محيط حماة، التي كانت تحت سيطرة الأيوبيين. صد الأيوبيون الغارة وأسروا العديد من السجناء الذين سيتم إعدامهم لاحقًا.

## تاريخ
في عام 1178، عاد صلاح الدين إلى سوريا في رحلة لمدة شهر من القاهرة إلى دمشق للاستيلاء على مدينة حارم من أعدائه. ثبت أن هذا غير ضروري. ثم أمضى صلاح الدين الصيف في حمص وجوارها. على الرغم من هزيمته في معركة تل الجزر، لم يكن صلاح الدين محبطًا على الإطلاق، وفي الأشهر الثلاثة التالية كان مستعدًا للقاء الفرنجة مرة أخرى، لكن ظروف الجفاف الشديد منعته من القيام بذلك. قرر اللاتين، الذين علموا بانشغال صلاح الدين بشؤونه في سوريا، اتخاذ موقف عدواني.
في 17 أغسطس، سار الصليبيون اللاتينيون نحو حماة. حرصوا على النهب والغارات، وجمعوا عددًا كبيرًا من الفرسان والمشاة. شنوا غاراتهم وبدأوا في نهب القرى وحرقها وقتل واستعباد السكان. وعندما علمت الحامية الأيوبية بالهجوم، ساروا لملاقاتهم. وكانوا بقيادة ناصر الدين منغوريش بن خمارتجين. هزم الأيوبيون الصليبيين. قُتل العديد من الصليبيين وأسروا. كما تمكنوا من استعادة الغنائم التي نهبها الفرنجة. تم نقل الأسرى إلى صلاح الدين في حمص. أمر بإعدام الأسرى لإفسادهم أرض المسلمين.
قضى بقية العام دون أي عمل عسكري من كلا الجانبين، وقضى صلاح الدين الشتاء في دمشق، استعدادًا لمواجهة أحدث تحركات بلدوين الرابع.